# Valle del Almanzora

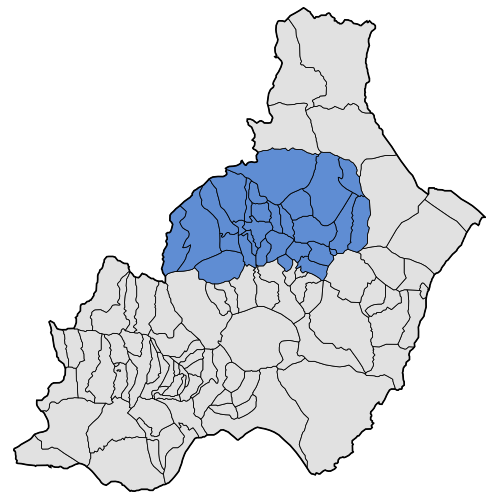
Valle del Almanzora, provincia di Almería

Valle del Almanzora è una comarca della provincia di Almería, nel sudest della Spagna. Fa parte delle 62 comarche dell'Andalusia. Secondo il censimento del 2011 ha una popolazione di 57.039 abitanti.

## Comuni
| Città               | Superficie (km²) | Popolazione | Densità (hab./km²) |
| ------------------- | ---------------- | ----------- | ------------------ |
| Albanchez           | 35               | 814         | 23.26              |
| Albox               | 168              | 11.042      | 65.56              |
| Alcóntar            | 94               | 598         | 6.36               |
| Arboleas            | 65               | 4.731       | 72.78              |
| Armuña de Almanzora | 8                | 339         | 42.38              |
| Bacares             | 95               | 274         | 2.88               |
| Bayarque            | 27               | 233         | 8.63               |
| Cantoria            | 79               | 4.001       | 50.65              |
| Chercos             | 14               | 287         | 20.5               |
| Cóbdar              | 32               | 165         | 5.16               |
| Fines               | 23               | 2.434       | 105.83             |
| Laroya              | 21               | 164         | 7.81               |
| Líjar               | 28               | 514         | 18.36              |
| Lúcar               | 95               | 885         | 9.32               |
| Macael              | 44               | 6.120       | 139.09             |
| Olula del Río       | 23               | 6.733       | 292.74             |
| Oria                | 235              | 2.888       | 2.29               |
| Partaloa            | 53               | 898         | 16,94              |
| Purchena            | 57               | 1.772       | 32.51              |
| Serón               | 167              | 2.385       | 14.28              |
| Sierro              | 28               | 460         | 16.43              |
| Somontín            | 19               | 528         | 23.63              |
| Suflí               | 10               | 262         | 26.2               |
| Taberno             | 44               | 1.149       | 26.11              |
| Tíjola              | 70               | 3.955       | 56.5               |
| Urrácal             | 25               | 348         | 13.92              |
| Zurgena             | 72               | 3.060       | 42.5               |
|                     | 1629             | 57.039      | 35.01              |